# 이현동 (공무원)
이현동(李炫東, 1956년 ~ , 경북 청도)는 대한민국의 세무공무원이다. 본관은 고성(固城)이씨이다.

## 학력
- 경북고등학교
- 영남대학교 행정학 학사
- 성균관대학교 대학원 경영학 석사

## 경력
- 제24회 행정고시
- 구미세무서장
- 서울지방국세청 조사2국 2과장
- 국세청 법무과장
- 대구지방국세청 조사1국장
- 중부지방국세청 납세자보호담당관
- 서울지방국세청 조사3국장
- 제17대 대통령직인수위원회 경제1분과 전문위원
- 국세청 조사국장
- 서울지방국세청장
- 국세청 차장
- 국세청장

| 전임 허병익 | 제20대 국세청 차장 2009년 7월 22일 ~ 2010년 8월 29일 | 후임 김덕중 (권한대행) |

| 전임 백용호 | 제19대 국세청장 2010년 8월 30일 ~ 2013년 3월 26일 | 후임 김덕중 |